# دستورالعمل زیستگاه‌ها
دستورالعمل زیستگاه‌ها (به انگلیسی: Habitats Directive) (که به‌طور رسمی به عنوان دستورالعمل شورای 92/43/EEC دربارهٔ حفاظت از زیستگاه‌های طبیعی و جانوران و گیاهان وحشی شناخته می‌شود) دستورالعملی است که توسط جامعه اروپا در سال ۱۹۹۲ به عنوان پاسخی به کنوانسیون برن تصویب شد. جامعه اروپا در سال بعد به عنوان اتحادیه اروپا اصلاح شد، اما این دستورالعمل هنوز به رسمیت شناخته شده است.
دستورالعمل زیستگاه‌ها دولت‌های ملی را ملزم می‌کند تا مناطقی را مشخص کنند که انتظار می‌رود حفاظت از گونه‌های گیاهی و جانوری را تضمین کنند. این کار سبب راه‌اندازی شبکه‌ای از مناطق حفاظت‌شده در سراسر اتحادیه اروپا، همراه با " مناطق ویژه حفاظت " شد که همراه با مناطق حمایت ویژه موجود، به شبکه موسوم به ناتورا ۲۰۰۰ تبدیل شد که برای حفاظت از گونه‌ها و زیستگاه‌ها ایجاد شد.
این دستورالعمل یکی از ارکان اصلی سیستم اتحادیه اروپا برای حفاظت از حیات وحش و طبیعت است، در کنار دیگر دستورالعمل پرندگان است. دستورالعمل زیستگاه‌ها، همراه با دستورالعمل پرندگان، «دستورالعمل‌های طبیعت» نیز نامیده می‌شوند.
پیوست‌های این دستورالعمل، زیستگاه‌ها و گونه‌های حمایت‌شده را مشخص می‌کند:
- پیوست I زیستگاه‌ها را پوشش می‌دهد،
- گونه‌های پیوست II که نیاز به تعیین مناطق ویژه حفاظتی دارند،
- گونه‌های پیوست IV که نیاز به حفاظت جدی دارند، و
- گونه‌های پیوست V که در آن کشورهای عضو ممکن است خودشان تصمیم بگیرند که چگونه جمعیت را مدیریت کنند.